# Evan Sanders
Evan Sanders (8 de noviembre de 1981 en Biak, Papúa) es un cantante y actor Indonesia. Además es un VJ de la cadena televisiva MTV Indonesia, en agosto de 2008 lanzó su álbum Unforgettable Sebelah Mata.

## Filmografía
| Año  | Película       | Papel  | Idioma           | Notas                                                        |
| ---- | -------------- | ------ | ---------------- | ------------------------------------------------------------ |
| 2005 | DeaLova        | Ibel   | Indonesio        | Debut                                                        |
| 2006 | Kuntilanak     | Agung  | Indonesio        |                                                              |
| 2007 | Kuntilanak 2   | Agung  | Indonesio        |                                                              |
| 2011 | My Last Love   | Martin | Indonesio        |                                                              |
| 2013 | Mengejar Setan | Andika | Indonesio        |                                                              |
| 2015 | Sinaran        | Andre  | Malayo/Indonesio | con Izara Aishah, Lisa Surihani, Sharif Sleeq & Nadia M. Din |